# NGC 4337
NGC 4337 је расејано звездано јато у сазвежђу Крст које се налази на NGC листи објеката дубоког неба.
Деклинација објекта је - 58° 7' 25" а ректасцензија 12h 24m 3,2s. Привидна величина (магнитуда) објекта NGC 4337 износи 8,9. NGC 4337 је још познат и под ознакама OCL 878, ESO 131-SC2.